# Следующее поколение
«Следующее поколение» (англ. Next Gen) — научно-фантастический боевик с компьютерной анимацией 2018 года, основанный на китайском онлайн-комиксе "7723" Ван Нимы и снятый режиссерами Кевином Р. Адамсом и Джо Ксандером. В фильме звучат голоса Джона Красински, Шарлин Йи, Джейсона Судейкиса, Майкла Пеньи, Дэвида Кросса и Констанс Ву. В нем рассказывается история Май Су, одинокой мятежной девочки-подростка, живущей в мире, где технологии разумных роботов являются обычным явлением, и 7723, сверхсекретного робота, оснащенного оружием, которые благодаря случайной встрече встречаются друг с другом и образуют маловероятную связь, которую они должны использовать, чтобы остановить злобную угрозу. Фильм был выпущен на Netflix 7 сентября 2018 года и был снят почти исключительно с использованием Blender.

## Сюжет
Девочка Мэй Сю живет со своей мамой Молли в футуристическом городе, где роботы стали частью повседневной жизни. Во время посещения презентации продукта в офисе компании IQ Robotics, Мэй отходит от своей мамы и находит секретную лабораторию доктора Таннера Райса, который работает над военным роботом под названием 7723. Мэй случайно активирует робота, после чего ее задерживают и отводят к Молли. CEO компании Джастин Пин представляет следующее поколение роботов Q-Bots, обещая, что они будут в каждом доме. В то же время 7723 покидает лабораторию в поисках Мэй. За ним следует полиция, и после погони робот повреждает чип памяти из-за чего теряет возможность формировать долгосрочную память.
На следующий день Мэй знакомится с девочкой Ани. После конфликта с группой ребят под руководством Гринвуд, на неё нападет один из их Q-bot’ов и ставит ей синяк под глазом. Вечером она, пытаясь найти свою собаку Момо, выходит из дома и находит 7723. Поначалу она хочет от него избавиться, но под впечатлением от оружия, которым оборудован 7723, она решает оставить его. 7723 приходится удалять часть своих воспоминаний, чтобы создавать новые.
Мэй опять встречает Гринвуд с ребятами и при помощи 7723 пытается постоять за себя, уничтожая один Q-Bot. 7723 не знает какие воспоминания удалять, и Мэй предлагает удалить некоторый системные компоненты. В это время Пин, недовольный тем, что пропал 7723, решает убить Райса, но тот обещает найти 7723, используя Q-bot’ов. Мэй опять встречает с Гринвуд и приказывает 7723 уничтожить её роботов, что он нехотя делает, но отказывает причинять вред Гринвуд. Тогда Мэй сама берёт биту и замахивается на Гринвуд, та пугается и начинает плакать.
Позднее 7723 решает удалить подсистему, отвечающую за вооружение, чтобы больше никого не поранить. Они с Мэй возвращаются домой, где их ожидает доктор Райс, который хочет переформатировать память 7723 и забрать его с собой. В это время появляются Пин и его робот Арес, который сообщает им, что хочет использовать роботов, чтобы уничтожить людей. Пин похищает Молли, а 7723, не имея возможности использовать вооружение, приходится укрыться вместе с Мэй и Момо в канализации.
Мэй вместе с 7723 хотят спасти Молл, что приводит их к спортивному стадиону. Они узнают, что Арес убил Пина и использует его тело. Пин, создавая Ареса, заложил в него программу сделать мир совершенным, и Арес считает, что это возможно только уничтожив человечество. 7723 решает полностью перезагрузиться, чтобы снова иметь возможность использовать вооружение, и начинает удалять свои воспоминания, после чего ему удается нейтрализовать Ареса. Арес пытается использовать тело Пина, чтобы уничтожить 7723, но Мэй удается обезглавить Пина и, тем самым, убить Ареса. 7723 активируется снова, но уже не может узнать Мэй. Они заново начинают общаться.

## В ролях
- Шарлин Йи — Мэй Сю
- Джон Красински — 7723
- Джейсон Судейкис — Джастин Пин / Арес
- Майкл Пенья — Момо
- Дэвид Кросс — Таннер Райс
- Констанс Ву — Молли Сю
- Киана Ледэ — Гринвуд
- Анна Акана

### Русский дубляж
- Таисия Тришина — Мэй Сю
- Иван Калинин — 7723
- Александр Носков — Джастин Пин / Арес
- Александр Коврижных — Момо
- Никита Прозоровский — Таннер Райс
- Ольга Голованова — Молли Сю
- Ева Финкельштейн — Гринвуд и Ани

## Производство
В мае 2018 года было объявлено, что Netflix приобрел всемирные права на анимационный фильм «Следующее поколение» режиссеров Кевина Адамса и Джо Ксандера за 30 миллионов долларов. Сделка исключала Китай. Чарлин Йи, Джейсон Судейкис, Майкл Пенья, Дэвид Кросс, Китана Тернбулл и Констанс Ву будут озвучивать актеров.
Что касается проекта, приобретаемого Netflix, Ксандер заявил:
Покупка фильма по цене, которую они [Netflix] сделали, была отличной для всех участников, но, что более важно, они были партнером, который действительно поддерживал то, что мы пытались сделать.
Адамс добавил:
Студии не были уверены, как это "Следующее поколение" подходит для анимационного детского фильма с действием, подобным Marvel. Netflix был самым щедрым, и они находятся в таком месте, где могут рискнуть.
«Следующее поколение» было «фактически на 100% создано в Blender».

## Релиз
Фильм был выпущен Netflix по всему миру, за исключением Китая, 7 сентября 2018 года. Фильм был выпущен в театральном формате в Китае 19 июля 2019 года компаниями Alibaba Group и Wanda Group.

### Критика
На агрегаторе обзоров Rotten Tomatoes фильм имеет рейтинг одобрения 83%, основанный на шести отзывах, со средним рейтингом 5,7 из 10.
В рецензии Ричарда Роупера для Chicago Sun-Times он раскритиковал нерешительность фильма в отношении аудитории, на которую он нацелен, и сказал: «Это тяжелая работа — просто идти в ногу со всеми изменениями тона, и к тому времени, когда „Следующее поколение“ достигнет финишной черты, мы скорее устанем, чем обрадуемся».
Однако Джоэл Келлер из Decider не обнаружил серьезных проблем, мешающих наслаждаться фильмом, написав: «Наш призыв: ТРАНСЛИРОВАТЬ ЕГО. Отличные озвучки, несколько забавных моментов и центральные отношения, которые сразу же втянут вас, делают „Следующее поколение“ забавными часами для всей семьи».